# بوب كالهون
بوب كالهون (بالإنجليزية: Bob Calhoun)‏ هو سياسي أمريكي، ولد في 22 يوليو 1937 في أوك بارك في الولايات المتحدة. حزبياً، نشط في الحزب الجمهوري. وقد انتخب عضو مجلس ولاية فرجينيا.